# ولیکو سلو (ملو کرنیچ)
ولیکو سلو (ملو کرنیچ) (به لاتین: Veliko Selo (Malo Crniće)}} یک منطقهٔ مسکونی در صربستان است که در Malo Crniće واقع شده‌است.

## خصوصیات
ولیکو سلو ۴۹۳ نفر جمعیت دارد.